# Giovanni Pietro Flaccomio
Giovanni Pietro Flaccomio (* um 1565 in Milazzo, Messina; † 1617 in Turin) war ein italienischer Kapellmeister und Komponist.

## Leben
Nach Ausbildung und Wirken in seiner sizilianischen Heimat wurde er vom spanischen König Philipp III. als Hofkapellmeister an dessen Residenzen in Valladolid und Madrid berufen. Gegen Ende seines Lebens kehrte er nach Italien zurück und bekleidete das Amt des Almosenier beim Herzog Karl Emanuel I. von Savoyen. Wahrscheinlich ist, dass Flaccomio dort nicht nur dieses Amt versah, sondern auch am Hof von Turin als Sänger wirkte, denn häufig verbanden Geistliche ihren Dienst als kirchliche Würdenträger mit der Tätigkeit des Sängers am Hof oder in der königlichen Kapelle.
Stilistisch ist an seinem Werk bereits der Einzug des Barock festzustellen. Er schuf im Wesentlichen geistliche Vokalmusik und veröffentlichte auch Werke von Komponisten aus seiner Heimat. Mehrere Bände seiner Kompositionen sind verschollen. Erhalten sind die 1611 in Venedig veröffentlichte Sammlung Liber primus concentus, in quibus vespere, misse, sacreque cantiones in nativitate Beatae Mariae Virginis aliarumque virginum festivitatibus decantandi continentur (achtstimmig, doppelchörig) und das Il primo libro delli madrigali, dreistimmig mit Basso continuo.